# Gómez Palacio
Gómez Palacio is een stad in de Mexicaanse deelstaat Durango. Gómez Palacio heeft ongeveer 230.000 inwoners, en maakt deel uit van de agglomeratie La Laguna, waar ook Torreón en Ciudad Lerdo deel van uitmaken.
Gómez Palacio is een relatief jonge stad, ze is gesticht in 1885. De stad is genoemd naar Francisco Gómez Palacio, een minister uit het kabinent van Benito Juárez.